# الگورد ولتون
الِـگورد ولتون (سوئدی: Öllegård Wellton؛ ‏ ۱۸ آوریل ۱۹۳۲ – ۲۶ ژوئن ۱۹۹۱) بازیگر اهل سوئد بود.
از فیلم‌ها یا سریال‌های تلویزیونی که وی در آن نقش داشته‌است می‌توان به آوگوست استریندبری: یک عمر، من کنجکاوم (زرد) و پی‌پی جوراب‌بلند اشاره کرد.